# 카루바위코끼리땃쥐
카루바위코끼리땃쥐(Elephantulus pilicaudus)는 코끼리땃쥐과에 속하는 포유류의 일종이다. 남아프리카공화국의 노던케이프 주와 웨스턴 케이프 주에서 서식하는 것으로 알려져 있다.